# Myconia appendiculata
Myconia appendiculata là một loài ruồi trong họ Tachinidae.